# Дарницька ТЕЦ
Да́рницька ТЕЦ, Київська ТЕЦ-4 — теплоелектроцентраль у Дніпровському районі міста Києва. Постачає тепло промисловим підприємствам та житловим масивам Дніпровського та Дарницького районів. Станція опалює близько 8 % житлової площі Києва (4,5 млн кв. метрів, або 1036 житлових будинків і понад 120 шкіл і медустанов). Від її роботи залежить комфорт 270 тисяч жителів Лівобережжя.

## Станція

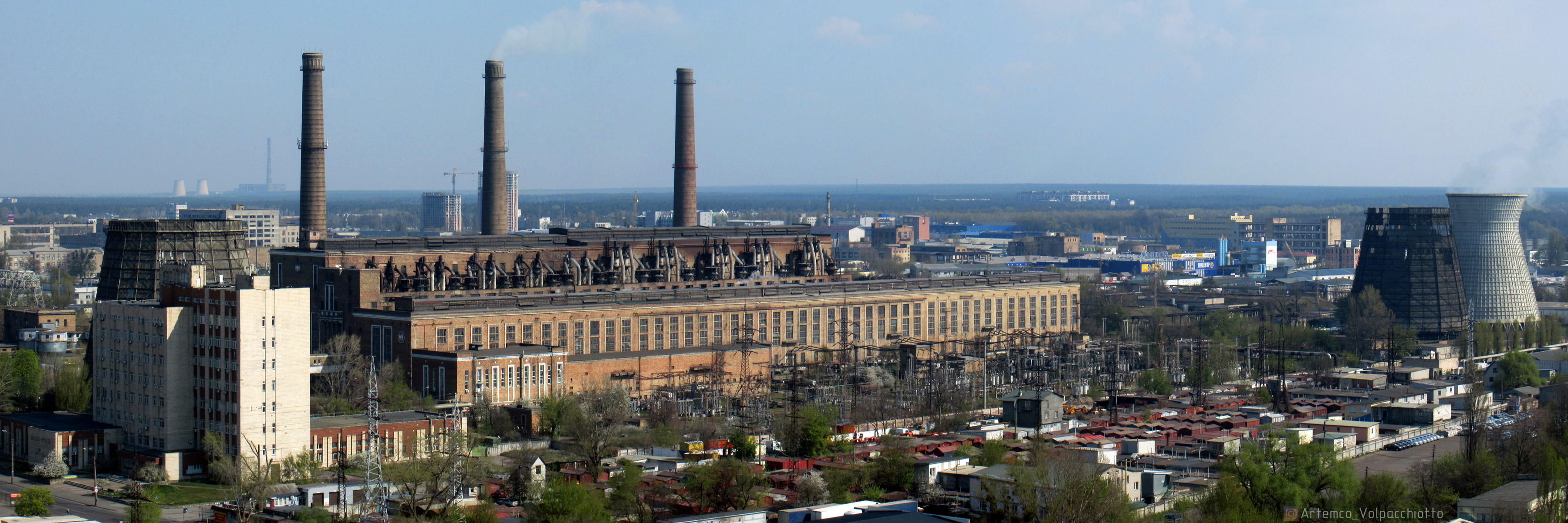

840 Гкал/год теплоенергії відпускається з гарячою водою, 240 Гкал/год — з парою промислового відбору турбін.
Основне обладнання станції: чотири турбоагрегати потужністю по 25 МВт — перша черга, три турбоагрегати по 50 МВт — друга черга, та п'ять котлоагрегатів продуктивністю по 220 т/г пари.
У зв'язку з фізичними та моральним зносом перших чотирьох турбін ПТ-25-90 потужністю по 25 МВт кожна, вони були демонтовані.
Котлоагрегати станційні № 1 та № 2 реконструйовані на виключно водогрійні.
Основне паливо — донецьке вугілля АШ, буферне — природний газ.

## Історія
Проект станції, розроблений Київським відділенням інституту «Теплоелектропроект», виявився настільки вдалим для свого часу, що був прийнятий при проектуванні 16 електростанцій в Україні (наприклад, Миронівська ТЕС) і поза її межами.
Збудована двома чергами у 1954 і 1965.
На станції діє програма модернізації до 2020, планується провести реконструкцію і збільшити встановлену потужність ТЕЦ за рахунок будівництва трьох блоків парогазових установок фірми Siemens потужністю по 47 МВт кожен.
З 2012 власником Дарницької ТЕЦ є ТОВ «Євро-Реконструкція». 
Озеро Гарячка є золовідвалом і технічним водоймищем Дарницької ТЕЦ. Якщо його показники шкідливих речовин будуть занадто високі, то Дарницьку ТЕЦ можуть закрити.